# 屈尔塔丰
屈尔塔丰（法語：Curtafond，法語發音：[kyʁtafɔ̃]）是法国安省的一个市镇，位于该省西北部，属于布雷斯地区布尔格区。

## 地理
屈尔塔丰（46°16'21"N, 5°5'19"E）面积12.41 平方千米，位于法国奥弗涅-罗讷-阿尔卑斯大区安省，该省份为法国东部省份，北起汝拉省，西北接索恩-卢瓦尔省，西接罗讷省和里昂大都会，南至伊泽尔省，东与萨瓦省、上萨瓦省和瑞士接壤。
与屈尔塔丰接壤的市镇（或旧市镇、城区）包括：孔弗朗松、波利亚、圣迪迪耶多西亚、圣马丹勒沙泰勒。

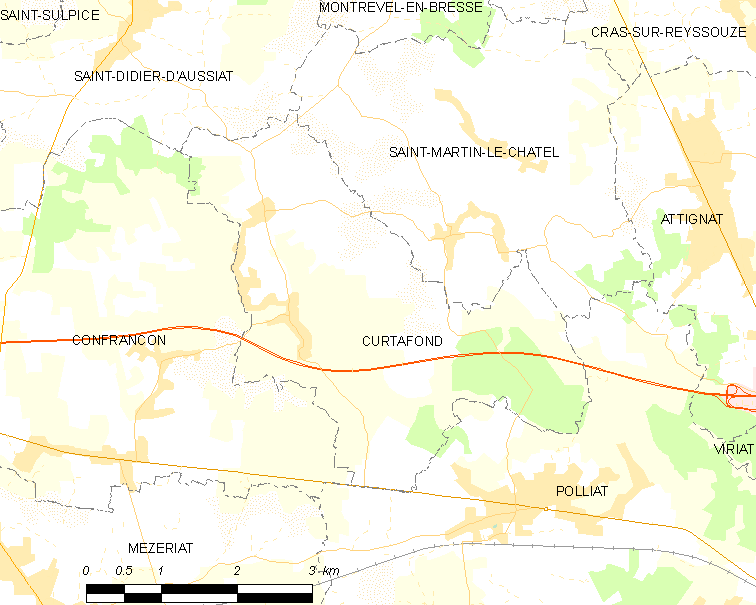
屈尔塔丰的OSM定位图

屈尔塔丰的时区为UTC+01:00、UTC+02:00（夏令时）。

## 行政
屈尔塔丰的邮政编码为01310，INSEE市镇编码为01140。

## 政治
屈尔塔丰所属的省级选区为阿蒂尼亚县。

## 人口

1962-2008年间屈尔塔丰人口变化图示

屈尔塔丰于2022年1月1日时的人口数量为805人。